# جیمز مک ری
جیمز مک ری (انگلیسی: James McRae; ۲۷ ژوئن ۱۹۸۷ – ) قایقران روئینگ اهل استرالیا بود.
وی در مسابقات کشوری و بین‌المللی در مجموع برندهٔ ۱ مدال طلا، ۱ مدال نقره، ۳ مدال برنز شده‌است.